# Doros (syn Hellena)
Doros (gr. Δῶρος) – bohater mitologii greckiej, od którego wzięli nazwę Dorowie, jedno z plemion greckich. Z imieniem tym łączą się dwa różne mity: według pierwszego, Doros, syn Hellena i Orseis, był wnukiem Deukaliona i Pyrry. Według tej wersji Doros i jego potomkowie przenieśli się z Tesalii, ich pierwszej siedziby, w okolice Olimpu i Ossy, przeszedłszy następnie przez okolice Pindosu, doszli do Ojty, aby w końcu osiedlić się na Peloponezie. Według innej wersji Doros jest synem Apollona i Ftyi, bratem Laodokosa i Polypojtesa, którzy zginęli z ręki Ajtolosa, który miał im zabrać królestwo Etolii na północ od Zatoki Korynckiej.